# Acquoy

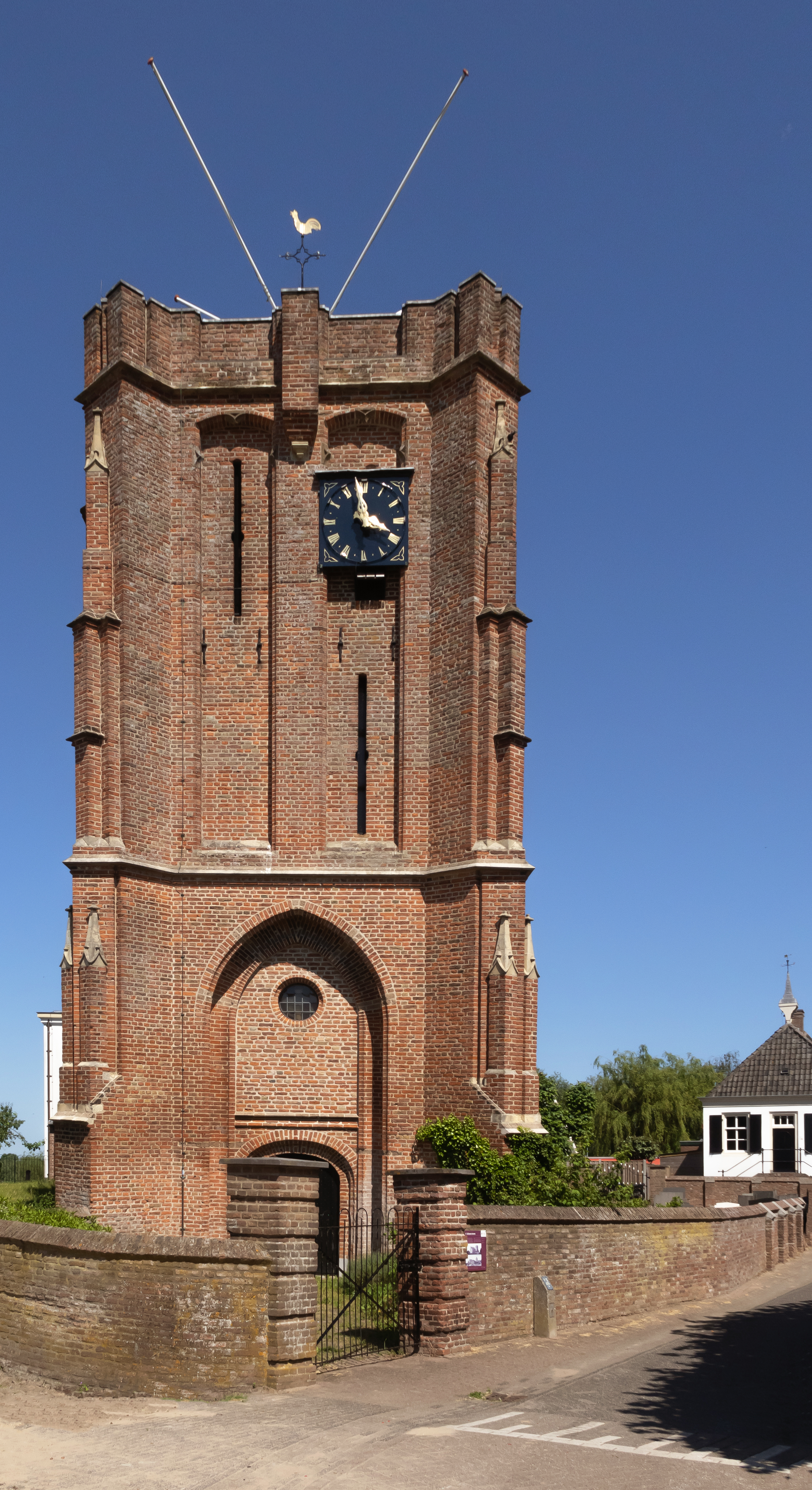
Acquoy, la Tour Penchée de l'église réformée

Acquoy est un village appartenant à la commune de West Betuwe dans la province de Gueldre dans le centre des Pays-Bas. Il comptait 608 habitants en 2006.
Le village se trouve sur un ancien méandre de la rivière Linge, qui a toutefois été coupé et forme maintenant un bras mort en U. Comme en son temps, il s'était créé le long de la digue de la Linge, le village est de forme étirée et sinueuse.
Acquoy est connu pour avoir vu naître en 1585 Cornelius Jansen, plus connu sous son nom latinisé de Jansenius, évêque d'Ypres, dont les écrits théologiques sont à l'origine du jansénisme.

## Étymologie
L'origine de ce nom a été et reste encore très discutée. Un Francophone aurait tendance à y voir une forme picarde. Le nom Acquoy apparaît déjà en 1311. Pour certains, il s'agit d'un composé du latin aqua (eau) et du germanique ooi (une terre basse et marécageuse). Ooi se rencontre aussi dans les noms: Wadenoijen, Poederoyen et Ammerzoden (Ammerzoyen). Dans ce même ordre d'idées, le nom Rhenoy serait composé de Rhenus(Rhin), suivi du même ooi. Pour d'autres, dans des sources anciennes, Acquoy est mentionné comme Eckoy ou Echoy et cela signifierait une terre basse du seigneur Akko ou Ekko. Il s'agirait dans ce cas d'un noble frison, mais ceci est très improbable.

## Histoire
Selon la tradition, un certain Jan van Arkel aurait fondé le village d'Acquoy en 1133 après être revenu de croisade. C'est toutefois improbable, car l'an 1133 tombe dans une période où il n'y a eu aucune croisade. La première croisade date de 1096-99 et la seconde de 1147-49. Certaines sources assurent qu'il s'agissait de Jean Ier d'Arkel (nl), mais celui-ci a vécu un siècle plus tard et a été surnommé « le fort ».
En 1305, Acquoy est signalé comme appartenant aux seigneurs de Voorne. En 1364, Catherina de Voornenburgh engagea pour 10 ans sa maison et la citadelle d'Acquoy à Otto van Arkel qui finit par les lui acheter. À partir de ce moment-là, Acquoy appartint, comme Arkel lui-même et Gellicum, à la seigneurie d'Arkel. Après qu'Acquoy eut passé encore dans d'autres mains, il fut acheté en 1513 par Florent d'Egmont, comte de Buren.
Par le mariage de Guillaume d'Orange en 1551 avec Anna van Egmond, petite-fille de Floris, Acquoy et Leerdam devinrent possession du prince et la seigneurie fut érigée en baronnie. Acquoy resta ensuite entre les mains de la maison d'Orange jusqu'en 1795 où, avec Leerdam, il fut incorporé à la Hollande. Ce qui ne se fit pas sans protestation de la population. En 1820, le village fut rattaché à la Gueldre du fait de son annexion par la commune de Beesd. Un des titres de la reine Béatrix est toujours, du reste, baronne d'Acquoy. De plus le blason d'Acquoy est toujours visible dans la Nieuwe Kerk à Amsterdam.

## Démographie
La population du village a peu évolué ces dernières décennies. Le village comptait 698 habitants en 1965, 615 en 1993 et 608 en 2006.

## Source
- (nl) Cet article est partiellement ou en totalité issu de l’article de Wikipédia en néerlandais intitulé « Acquoy » (voir la liste des auteurs).